# Митчелл, Аттикус
Аттикус Дин Митчелл (англ. Atticus Dean Mitchell, 16 мая 1993 года, Торонто, Канада) — канадский актёр.

## Карьера
Профессиональная карьера Аттикуса началась в 2009 году с эпизодической роли в сериале «Быть как инди»
Но большинству он известен по другой своей роли охотника на нечисть Бенни Вира в фильме и сериале «Моя няня — Вампир». После съёмок в этом проекте карьера Митчелла пошла в гору, и он снялся в фильме «Бунтарка» с Дебби Райн, В фильме «Колония» с Лоуренс Фишбон и Билли Пэкстоном, и с Билли Бобом и Мартином Фриманом в FX для телевизионной версии «Фарго».

## Фильмография
| Год       |    | Русское название  | Оригинальное название     | Роль              |
| --------- | -- | ----------------- | ------------------------- | ----------------- |
| 2009      | с  | Быть как Инди     | How to Be Indie           | Карлос Мартинелли |
| 2010      | с  | Жизнь в авто      | Living in Your Car        | Подросток         |
| 2010      | тф | Моя няня — вампир | My Babysitter's a Vampire | Бенни Вир         |
| 2011—2012 | с  | Моя няня — вампир | My Babysitter's a Vampire | Бенни Вир         |
| 2012      | тф | Бунтарка          | Radio Rebel               | Гейб              |
| 2013      | ф  | Колония           | The Colony                | Грейдон           |
| 2013      | ф  | Летний лагерь     | Bunks                     | Вуки              |
| 2014      | с  | Фарго             | Fargo                     | Микки Хэс         |
| 2015      | ф  | Стоунуолл         | Stonewall                 | Мэт               |